# 任淳
任淳（1484年—？年），字原朴，山東東昌府堂邑縣人，軍籍，明朝政治人物。

## 生平
山東鄉試第六十三名舉人。正德十六年（1521年）中式辛巳科會試第三十二名進士，治《詩經》。授行人司行人。嘉靖五年（1526年）選監察御史。嘉靖六年（1527年）因李福達案，削職為民。

## 家族
曾祖任興；祖父任禮；父任傑，母韓氏。